# 현대에이치디에스
현대에이치디에스(HyundaiHDS)는 현대해상화재보험의 계열사다. 1994년 ㈜인토스로 시작하여 2000년 현대해상화재보험 계열로 편입되었다. 현대해상화재보험그룹에 대한 전산 서비스를 제공하고 있다. 본사는 서울 잠실역 인근 타워730 4층에 있다.